# گوهر جان
گوهر جان (به هندی: फोनोग्राफ मशीन؛ به انگلیسی: Gauhar Jaan؛ زاده با نام آنجلینا یووارد به انگلیسی: Angelina Yeoward؛ ۲۶ ژوئن ۱۸۷۳–۱۷ ژانویه ۱۹۳۰) یک خواننده و رقصنده برجسته هندی اهل کلکته بود. او یکی از اولین مجری‌هایی بود که موسیقی را با ضبط ۷۸ دور در دقیقه در هند ضبط کرد، که بعدها توسط شرکت گرامافون هند منتشر شد. او همچنین به عنوان «اولین رقصنده کلکته» شناخته می‌شود.
او بین ۱۹۰۲ تا ۱۹۲۰ بیش از ۶۰۰ آهنگ در بیش از ده زبان ضبط کرد ازجمله زبان‌های بنگالی، هندی، گجراتی، تامیل، مراتی، پیشاور، عربی، فارسی، پشتو، انگلیسی و فرانسوی و انواع سبک‌های موسیقی ضبط کرد. گوهر جان با دربار چند شاهزاده از جمله پادشاه جورج ششم، واجد علی شاه و کریشنا رجا وادیار چهارم والی میسور همکاری کرد. در طول این دوره او با ساخت موسیقی‌های محبوب کلاسیک هندوستانی در شیوه‌هایی مانند تومری، دادرا، کاجری و ترانه اعتبار ویژه‌ای کسب کرد.
به سبب رویکرد آینده‌نگر و روشی که از فناوری صدا استفاده می‌کرد، چشم‌انداز و شیوه‌های خوانندگی او به سرعت در سراسر صنعت سرگرمی هند مورد تحسین قرار گرفت. گوهر جان ثروت زیادی کسب کرد که بخشی از آن را خرج گربه حیوان خانگی خود کرد. حتی او ۱۲ هزار روپیه برای جشن عروسی این گربه هزینه کرد.

## الهام و افتخارات
گفته می‌شود که، بیگم اختر در اوایل زندگی خود می‌خواست به‌صورت حرفه‌ای خوانندگی در فیلم‌های هندی را دنبال کند، اما پس از گوش دادن به آواز گوهر و مادرش، این ایده را کاملاً رها کرد و خود را وقف یادگیری موسیقی کلاسیک هندوستان کرد، در حقیقت اولین معلم او استاد عماد خان بود که این مادر و دختر را با سارنگی همراهی می‌کرد.
در تاریخ ۲۶ ژوئن سال ۲۰۱۸، موتور جستجوی گوگل در سالگرد تولد ۱۴۵ سالگی او با یک دودل گرامی داشت. گوگل اظهار داشت: «گوهر جان، که در اواخر قرن ۲۰ در صحنه ظاهر شد، از طریق آواز و رقص خود محبوبیت پیدا کرد و در ادامه فعالیتش آینده هنر نمایشی هند را رقم زد.».